# Antoinette Binoche
Pour les articles homonymes, voir Binoche.
Antoinette Binoche née le 28 avril 1910 à Paris où elle est morte le 10 janvier 2001, est une résistante et femme politique française.

## Biographie
Antoinette est la fille de l'industriel et international de rugby Léon Binoche (1878-1962) et la sœur du résistant et compagnon de la Libération, le général Binoche, (1911-1997). Son père, Léon, est le grand-oncle de l'actrice Juliette Binoche.
Grandissant au sein de la bourgeoisie catholique, elle reçoit une éducation religieuse et suit sa scolarité dans des établissements privés, apprenant la langue anglaise auprès de sa gouvernante britannique. Elle obtient son permis de conduire dès 1929, alors âgée de 19 ans.
Prenant part à la Résistance sous le nom de « Tony », elle rejoint à Strasbourg les Rochambelle de la 2e division blindée du général Leclerc et est blessée à Sélestat en décembre 1944.
Après la guerre, elle devient fonctionnaire à l'Administration centrale. 
Elle est membre du bureau et trésorière de l'Association française des relations publiques (AFREP).
Adjoint du maire Constant Teffri dans le 18e arrondissement de Paris, elle devient maire de cet arrondissement le 3 octobre 1968. Elle est alors la première et seule femme maire d'arrondissement de la capitale.
Lors des élections municipales de 1977, après avoir fait partie dans un premier temps de la liste du candidat RPR Joël Le Tac, elle rejoint le 22 février la liste RI de Michel d'Ornano,.

## Vie privée
Elle épouse, le 5 mars 1931 à Paris, Guillaume Rostand, capitaine de vaisseau et chef du service historique du ministère des Armées, petit-fils de Jules Rostand.
Elle a eu trois enfants : Nicole, Monique et Pierre.

## Détail des fonctions et des mandats
- 1963-1968 : adjoint au maire du 18e arrondissement (Paris)
- 1968-1983 : maire du 18e arrondissement